# Eburia didyma
Eburia didyma är en skalbaggsart som först beskrevs av Olivier 1795.  Eburia didyma ingår i släktet Eburia och familjen långhorningar.
Artens utbredningsområde är Kuba. Inga underarter finns listade i Catalogue of Life.